# France Nuyen
France Nuyen, pseudonimo di France Nguyen Van-Nga (Marsiglia, 31 luglio 1939), è un'attrice e psicologa francese.

## Biografia
Durante la seconda guerra mondiale sua madre e suo nonno, di etnia romanì, furono perseguitati dai nazisti, per cui France Nuyen venne cresciuta da una cugina.
Dal 1963 al 1966 Nuyen fu sposata con lo psichiatra Thomas Gaspar Morell, dal quale ebbe una figlia di nome Fleur, che attualmente vive in Canada e lavora come makeup artist di produzioni cinematografiche. Incontrò successivamente quello che sarebbe diventato il suo secondo marito, l'attore Robert Culp, sul set della serie televisiva Le spie. I due si sposarono nel 1967, ma divorziarono due anni più tardi. France Nuyen e Robert Culp avrebbero dovuto apparire come conduttori del secondo episodio del programma Turn-On (1969), ma quest'ultimo fu cancellato dopo appena una settimana dall'inizio delle trasmissioni.
Nel 1986 l'attrice ottenne una laurea magistrale in psicologia clinica, dando avvio a una seconda carriera come consigliere psicologico per donne e bambini vittime di violenza sessuale e donne in carcere. Nel 1989, grazie al suo lavoro come psicologa, ottenne il premio come "Donna dell'Anno".

## Carriera
Nel 1955, mentre lavorava come sarta, fu notata su una spiaggia da Philippe Halsman, un fotografo della rivista statunitense Life, che la introdusse nel mondo dello spettacolo. Ottenne quindi il ruolo di protagonista nello spettacolo teatrale Il mondo di Suzie Wong (1958), insieme alla controparte maschile William Shatner, con il quale avrebbe successivamente lavorato in un episodio di Star Trek, nel ruolo di Elaan di Troyius. Il suo marcato accento francese diventò un suo tratto distintivo per il pubblico anglofono. Le fu proposto di interpretare il ruolo della protagonista anche nella versione cinematografica di Il mondo di Suzie Wong, tuttavia le fu successivamente preferita Nancy Kwan.
Dalla fine degli anni cinquanta, la Nuyen apparve in un certo numero di serie televisive e film, quali South Pacific (1958), Storia cinese (1962), accanto a William Holden e Clifton Webb, Una ragazza chiamata Tamiko (1962), al fianco di Laurence Harvey, Il dominatore (1963), con Charlton Heston, Dimension 5 (1966), Anno 2670 - Ultimo atto (1973) e Il circolo della fortuna e della felicità (1993). Nel 1978 affiancò Peter Falk e Louis Jourdan in Vino d'annata, episodio della settima stagione della serie televisiva Colombo. Nel 1986 entrò a far parte del cast di A cuore aperto, nel ruolo della dottoressa Paulette Kiem, rimanendovi fino alla conclusione della serie nel 1988.
L'ultimo film in cui è apparsa, The American Standards, risale al 2007.

## Filmografia

### Cinema
- South Pacific, regia di Joshua Logan (1958)
- In amore e in guerra (In Love and War), regia di Philip Dunne (1958)
- Faccia di bronzo (The Last Time I Saw Archie), regia di Jack Webb (1961)
- Storia cinese (Satan Never Sleeps), regia di Leo McCarey (1962)
- Una ragazza chiamata Tamiko (A Girl Named Tamiko), regia di John Sturges (1962)
- Il dominatore (Diamond Head), regia di Guy Green (1963)
- Tra due fuochi (Man in the Middle), regia di Guy Hamilton (1963)
- Dimensione 5 (Dimension 5), regia di Franklin Adreon (1966)
- Slingshot (1971)
- Uno spaccone chiamato Hark (One More Train to Rob), regia di Andrew V. McLaglen (1971)
- La macchina della violenza (The Big Game), regia di Robert Day (1973)
- Anno 2670 - Ultimo atto (Battle for the Planet of the Apes), regia di J. Lee Thompson (1973)
- Ombre sulla Cina - China Cry (China Cry), regia di James F. Collier (1990)
- Write to Kill, regia di Ruben Preuss (1991)
- Il circolo della fortuna e della felicità (The Joy Luck Club), regia di Wayne Wang (1993)
- Le regole dell'omicidio (A Passion to Kill), regia di Rick King (1994)
- Un sorriso come il tuo (A Smile Like Yours), regia di Keith Samples (1997)
- La battaglia di Shaker Heights (The Battle of Shaker Heights), regia di Efram Potelle, Kyle Rankin (2003)

### Televisione
- Hong Kong – serie TV, episodio 1x01 (1960)
- Avventure in paradiso (Adventures in Paradise) – serie TV, episodio 2x08 (1960)
- La legge di Burke (Burke's Law) – serie TV, episodio 3x07 (1965)
- Le spie (I Spy) – serie TV, 4 episodi (1966-1967)
- Star Trek – serie TV, episodio 3x13 (1968)
- Orrore a 12000 metri, regia di David Lowell Rich – film TV (1973)
- Colombo (Columbo) – serie TV, episodio 7x02 (1978)
- A cuore aperto (St. Elsewhere) – serie TV, 35 episodi (1986–1988)
- La signora in giallo (Murder, She Wrote) – serie TV, episodio 10x01 (1993)

## Doppiatrici italiane
- Vittoria Febbi in South Pacific, Tra due fuochi
- Fiorella Betti in Storia cinese, Il dominatore
- Rosetta Salata in Star Trek
- Manuela Andrei in Charlie's Angels
- Aurora Cancian in Ombre sulla Cina - China Cry
- Melina Martello in Il circolo della fortuna e della felicità
- Francesca Guadagno in Le regole dell'omicidio
- Stefania Giancarelli in La signora in giallo